# Jauhen Lissawez
Jauhen Lissawez (belarussisch Яўген Сяргеевіч Лісавец; russisch Евгений Сергеевич Лисовец/Jewgeni Sergejewitsch Lissowez; * 12. November 1994 in Hrodna) ist ein belarussischer Eishockeyspieler, der seit Mai 2019 bei Salawat Julajew Ufa  in der Kontinentalen Hockey-Liga unter Vertrag steht.

## Karriere

### Klub
Jauhen Lissawez begann seine Karriere als Eishockeyspieler in seiner Heimatstadt in der Nachwuchsabteilung des HK Njoman Hrodna, für dessen zweite Herrenmannschaft er von 2009 bis 2011 in der zweiten belarussischen Spielklasse aktiv war. 2011 wechselte er zu Dinamo-Schinnik Babrujsk, einem Juniorenteam aus der Molodjoschnaja Chokkeinaja Liga, ehe er zur folgenden Saison zu seinem Heimatverein zurückkehrte und für dessen Profimannschaft in der belarussischen Extraliga spielte. Im September 2013 absolvierte er ein Probetraining beim HK Dinamo Minsk aus der Kontinentalen Hockey-Liga und erhielt einen Einjahresvertrag. Er debütierte anschließend in der KHL, kam aber hauptsächlich beim HK Njoman Hrodna, der zu diesem Zeitpunkt als Farmteam von Dinamo agierte, zum Einsatz.
Im Mai 2014 wurde sein Vertrag mit Dinamo Minsk um zwei Jahre verlängert. Seit dem Beginn der Saison 2014/15 gehört er dem Stammkader von Dinamo Minsk an. 2017 wurde er zum Spieler des Jahres in Belarus gewählt. Nachdem er in der Saison 2018/19 seine statistisch beste Saison absolviert hatte, wechselte er im Mai 2019 zu Salawat Julajew Ufa.

### International
Für Belarus nahm Lissawez im Juniorenbereich an der U18-Junioren-Weltmeisterschaft der Division I 2011 und 2012 teil. Bei letzterem Turnier schaffte er mit dem U18-Nationalteam den Aufstieg von der B- in die A-Gruppe der Division I und wurde mit der besten Plus/Minus-Bilanz des Turniers zum besten Verteidiger gewählt. Im U20-Bereich absolvierte er die U20-Junioren-Weltmeisterschaft der Division I 2012, 2013 und 2014. Dabei belegte er mit dem U20-Nationalteam zweimal den zweiten und einmal den dritten Platz. Zudem wurde beim Turnier 2014 mit vier Scorerpunkten punktbester Verteidiger.
Im Seniorenbereich stand er erstmals bei der Weltmeisterschaft 2015 im Aufgebot seines Landes. Auch 2016 und 2017 nahm er mit der belarussischen Auswahl an der Weltmeisterschaft teil. Zudem vertrat er seine Farben bei der Olympiaqualifikation für die Winterspiele in Pyeongchang 2018. Bei der Weltmeisterschaft 2019 der Division I, Gruppe A schaffte er mit der Nationalmannschaft den Wiederaufstieg in die Top-Division. Dieser konnte wegen der weltweiten COVID-19-Pandemie jedoch erst 2021 wahrgenommen werden.

## Erfolge und Auszeichnungen
- 2013 Belarussischer Meister mit dem HK Njoman Hrodna
- 2013 Rookie des Jahres in Belarus
- 2014 Belarussischer Meister mit dem HK Njoman Hrodna
- 2014 Belarussischer Pokalsieger mit dem HK Njoman Hrodna
- 2017 Belarus’ Eishockeyspieler des Jahres

### International
- 2012 Aufstieg in die Division I, Gruppe A, bei der U18-Junioren-Weltmeisterschaft der Division I, Gruppe B
- 2012 Bester Verteidiger und beste Plus/Minus-Bilanz bei der U18-Junioren-Weltmeisterschaft der Division I, Gruppe B
- 2019 Aufstieg in die Top-Division bei der Weltmeisterschaft der Division I, Gruppe A (wegen der weltweiten COVID-19-Pandemie erst 2021 wirksam)

## Karrierestatistik

### International
(Legende zur Spielerstatistik: Sp oder GP = absolvierte Spiele; T oder G = erzielte Tore; V oder A = erzielte Assists; Pkt oder Pts = erzielte Scorerpunkte; SM oder PIM = erhaltene Strafminuten; +/− = Plus/Minus-Bilanz; PP = erzielte Überzahltore; SH = erzielte Unterzahltore; GW = erzielte Siegtore; 1 Play-downs/Relegation; Kursiv: Statistik nicht vollständig)